# ويل هيل
ويل هيل (بالإنجليزية: Will Hill)‏ (و. 1990  م) هو لاعب كرة قدم أمريكية، من الولايات المتحدة، ولد في جاكسونفيل، فلوريدا، يلعب كمُؤمن ‏.

## التعليم
تعلم في جامعة فلوريدا.